# Pou de Torril
El Pou de Torril és una obra de la Sénia (Montsià) inclosa a l'Inventari del Patrimoni Arquitectònic de Catalunya.

## Descripció
Pou a camp obert a la partida de les Caveroles. De secció circular i format per dos nivells, el primer sota terra i el segon sobre el seu nivell (forma una mena de cilindre cobert amb una llosa i amb una obertura rectangular a la cara del davant, amb la llosa superior de coberta com a llinda i tres carreus de pedra sense desbastar com a rebranques i llindar. Les pedres del sector inferior sota terra són més o menys regulars sense desbastar i sense relligar amb morter, és pedra seca amb la funció de permetre filtracions de les petites venes d'aigua del subsol a la qual pugui interrompre el curs i de les que s'abasteix. Aquest cos té forma de cilindre i les pedres revesteixen les seves parets. En el nivell superior, les pedres són més irregulars i s'uneixen amb morter de calç i glera.